# Lophozia longidens
Lophozia longidens ist eine Lebermoos-Art aus der Familie Lophoziaceae und gehört zur Gruppe der beblätterten Lebermoose. Deutsche Namen sind Horn-Spitzmoos, Horn-Kleinspitzmoos oder Horn-Spitzlebermoos.
Nach neueren Veröffentlichungen aus den Jahren 2016 und 2017 heißt die Art nunmehr Lophoziopsis longidens (Lindb.) Konstant. & Vilnet. Die Gattung Lophoziopsis Konstant & Vilnet gehört so wie auch die Gattung Lophozia zur Familie Lophoziaceae.

## Merkmale
Lophozia longidens bildet grüne bis braungrüne, durch die zahlreichen Brutkörper rotbraun erscheinende Rasen. Die Pflanzen sind 1 bis 2 Zentimeter lang und bis 1,5 Millimeter breit, niederliegend, die Sprossenden aufsteigend. Die dicht und schräg gestellten, abstehenden und nach vorne gerichteten Blätter sind im Umriss eiförmig bis rechteckig. Sie sind etwa im oberen Drittel mit rechtwinkeligem bis halbmondförmigem Einschnitt in zwei hornartig ausgezogene Lappen geteilt. Die Blattzellen sind dünnwandig, die Zellecken schwach verdickt. Pro Zelle sind etwa 7 bis 14 Ölkörper vorhanden, die Zelloberfläche (Kutikula) ist glatt. Unterblätter fehlen.
Die Geschlechterverteilung ist diözisch. Sporogone sind (sehr) selten. Brutkörper werden fast stets in großer Zahl an den Zipfeln der obersten Blätter gebildet, sie sind rotbraun, vieleckig und ein- bis zweizellig.

## Standortansprüche
Das Moos wächst an mäßig trockenen bis mäßig feuchten, lichtreichen bis halbschattigen, kalkarmen, sauren Standorten auf Gestein, in Rasenlücken, auf Rinde von Baumbasen und freiliegenden Wurzeln, selten auch auf Totholz.

## Verbreitung
Weltweit gibt es Vorkommen in der borealen Zone der Nordhalbkugel: in Europa, in Teilen Asiens, im nördlichen Nordamerika und in der Arktis.
Das Verbreitungsgebiet in Europa reicht vom nördlichen Norwegen südwärts bis Italien ohne das Mittelmeergebiet. In Mitteleuropa gibt es Vorkommen vor allem in den Alpen, in den Karpaten und in den kalkarmen Mittelgebirgen.
In Österreich kommt die Art in den Alpen zerstreut von der submontanen bis zur subalpinen Höhenstufe vor. In der Böhmischen Masse ist sie selten.